# 柳如是墓
柳如是墓为明清之际江南名妓柳如是的墓葬，位于中国江苏省苏州常熟市虞山西南麓花园浜、虞山南路南侧路边，钱谦益墓西北侧，二者相距约50米，清嘉庆十四年（1809）由常熟知县陈文述重修，由墓道、拜台、罗城和墓堆组成，占地243平方米，封土高1米，前设花岗石石柱一对，后侧墓碑上刻“河东君之墓”。墓右前方有近年所建石亭一座，上题楹联“远近青山画里看，浅深流水琴中听”。

## 图集
- 墓道
- 罗城及墓堆